# Taverneichthys bikanericus
Taverneichthys bikanericus è un pesce osseo estinto, appartenente agli osteoglossiformi. Visse nel Paleocene (circa 65 - 55 milioni di anni fa) e i suoi resti fossili sono stati ritrovati in India.

## Descrizione
Questo pesce è noto per un cranio con mandibola, ed è quindi difficile ipotizzarne l'aspetto complessivo. Il cranio, tuttavia, è piuttosto simile a quello di altri osteoglossiformi ben conosciuti come Phareodus e Brychaetus, ed è possibile che fosse simile a questi ultimi. In ogni caso Taverneichthys doveva essere di dimensioni medio - grandi: il solo cranio doveva essere lungo circa 16 centimetri. Il cranio era caratterizzato da orbite grandi e da fauci potenti dotate di lunghi denti aguzzi. Taverneichthys era caratterizzato principalmente dalla presenza di un grande dermetmoide, separato dai frontali grazie ai due nasali, che si univano fra loro dietro il dermetmoide. Rispetto ad altri generi simili come Osteoglossum e Scleropages, Taverneichthys era dotato di ossa della bocca maggiormente incurvate all'insù. 

## Classificazione
Taverneichtys è un membro degli osteoglossiformi, un gruppo di pesci teleostei attualmente rappresentati da alcune forme tra le quali il grande Arapaima gigas. Taverneichthys è stato classificato, in particolare, nella sottofamiglia Osteoglossinae (famiglia Osteoglossidae) a causa dell'articolazione della mandibola posta molto dietro alla metà dell'orbita e all'ectopterigoide e al palatino fusi. 
Taverneichthys bikanericus venne descritto per la prima volta nel 2005, sulla base di un fossile ritrovato nei pressi di Bikaner nel Rajastan, in India, nella formazione Palana risalente al Paleocene. Una successiva ridescrizione del materiale (Taverne et al., 2009) ha confermato l'appartenenza agli osteoglossidi, in una posizione intermedia tra un gruppo comprendente Chanopsis e Phareodus e un gruppo comprendente Brychaetus, Musperia, Opsithrissops, Osteoglossum e Scleropages.